# Pieds de fétuque
Les « pieds de fétuque » sont une pathologie des bovins et des équidés qui se manifeste par des symptômes de cyanose, alopécie, puis gangrène sèche, nécrose localisées aux parties distales des membres, à la queue, aux oreilles, au scrotum,.
C'est une mycotoxicose qui est due à l'action  vasoconstritrice périphérique des mycotoxines produites par un champignon endophyte, Acremonium coenophalium, susceptible de contaminer la fétuque élevée (Festuca arundinacea).
Les lésions sont similaires à celles provoquées par l'ergotisme gangréneux.